# Louis-Philippe Dalembert

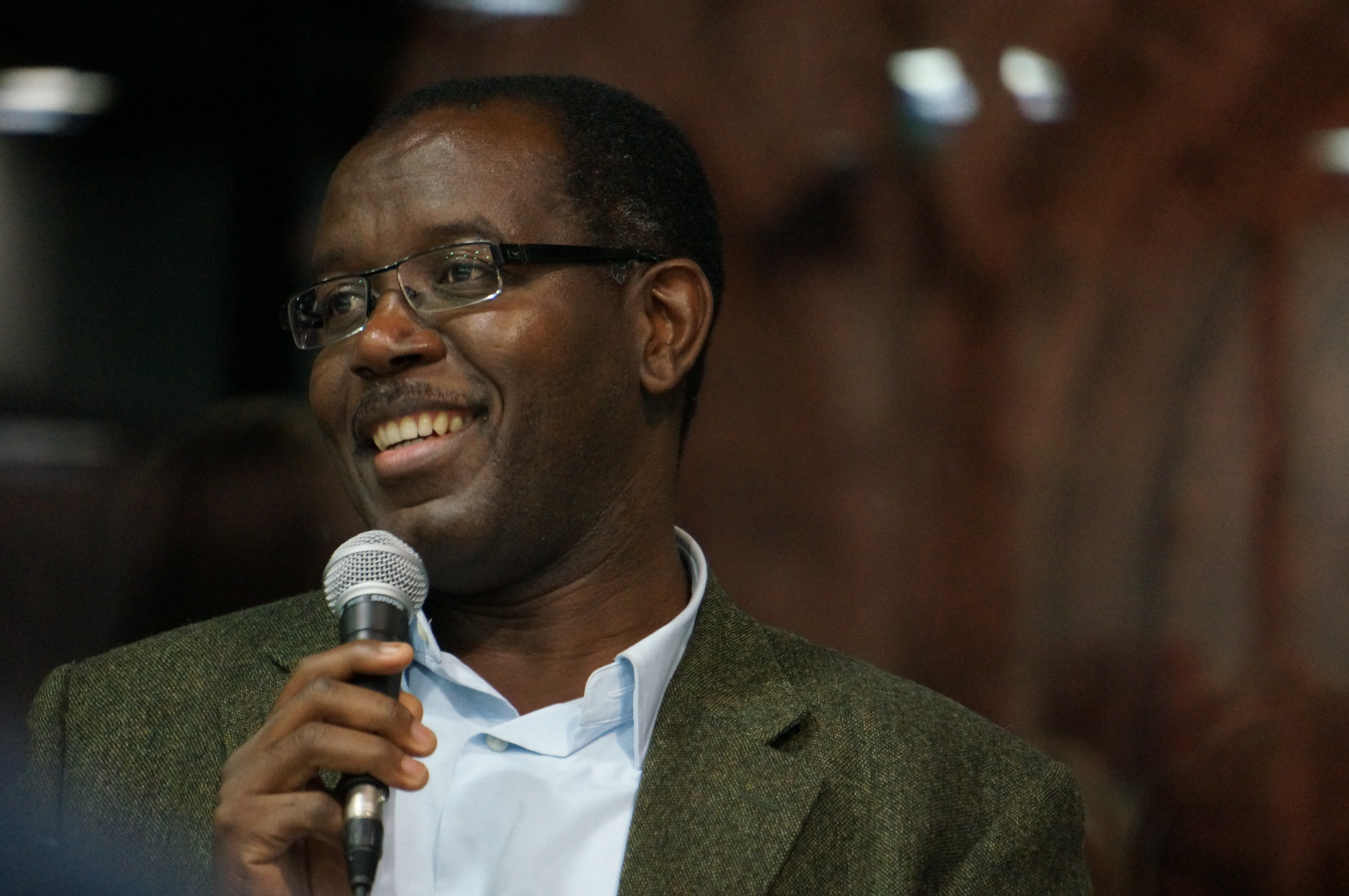
Louis-Philippe Dalembert (2013)

Louis-Philippe Dalembert (8. Dezember 1962 in Port-au-Prince, Haiti) ist ein französischsprachiger Schriftsteller, dessen aus Romanen, Kurzgeschichten und Lyrik bestehendes Werk in mehrere Sprachen übersetzt wurde.

## Biografie
Dalembert ist der Sohn einer Volksschullehrerin und eines Schulleiters. Der Tod des Vaters nur wenige Monate nach seiner Geburt wirkte sich auf die materielle Situation der Familie aus und Louis-Philippe Dalembert verbrachte die ersten Jahre seiner Kindheit in Bel-Air, einem Armenviertel der Hauptstadt. Seine Mutter unterrichtete unter der Woche in der Provinz und so lebte er in dieser Zeit bei deren Cousinen, der älteren Schwester, den Großtanten und seiner Oma mütterlicherseits in dem von Diktator "Papa Doc" François Duvalier regierten Port-au-Prince. Im Alter von sechs Jahren erfuhr er die erste große Trennung seines Lebens, als die Familie den Stadtteil verlässt und in ein anderes Viertel zieht. Diese Erfahrung wird ihn später zu seinem Roman Le crayon du bon Dieu n’a pas de gomme inspirieren, in dem sich eine stark religiös geprägte Kindheit im Zeichen des Sabbat widerspiegelt.
Hinter dem neuen Haus der Familie befand sich ein billiges Freiluftkino, wo sich abends diejenigen trafen, die sich den Besuch eines regulären Kinos nicht leisten konnten. Dalembert begeisterte sich für Western, sah die ersten Kung-Fu-Filme und Der letzte Tango in Paris. Da es in dem Kino offenbar akustische Probleme gab, musste man sich die Dialoge vorstellen, wenn nicht gerade jemand aus dem Publikum einsprang und einen improvisierten Text lieferte. Seit dieser Zeit bedeutet Erzählen für Dalembert in der Hauptsache das Wiedergeben von Bildern.
Nach einer journalistischen und literarischen Ausbildung arbeitete Dalembert zunächst als Journalist, ehe er 1986 nach Frankreich ging, um sein Studium an der Sorbonne fortzusetzen, welches er mit einem Doktorat in Vergleichender Literaturwissenschaft über den kubanischen Schriftsteller Alejo Carpentier beendete. Seit seinem Fortgang von Haiti hat der Autor abwechselnd in Nancy, Paris, Rom, Jerusalem, Brazzaville oder Kinshasa gelebt.
Sein Werk ist geprägt vom Vagabundieren (ein Begriff, den er dem des Umherirrens vorzieht), geprägt von einer ständigen Spannung zwischen der Kindheit, aus der heraus er die Welt betrachtet und des Erwachsenenalters und zwischen zumindest zwei oder mehreren Orten. Dalembert lebt heute unter anderem in Paris und Port-au-Prince.
Louis-Philippe Dalembert ist Inhaber eines Lizenziats in Journalismus von der École supérieure de journalisme de Paris und hat als Gastprofessor an mehreren Universitäten in den USA, der Schweiz und Deutschland sowie an der Sciences Po in Paris unterrichtet.
Im Frühjahrssemester 2015 war Dalembert Inhaber der Friedrich Dürrenmatt Gastprofessur für Weltliteratur an der Universität Bern.
Im Herbstsemester 2024 war er Gastdozent an der ETH Zürich (Lehrstuhl für französische Literatur und Kultur).

## Auszeichnungen
- 1987: Grand Prix de poésie de la ville d’Angers
- 1994–1995: Stipendiat der Villa Medici in Rom
- 1997: Unesco-Aschberg-Stipendium: „writer in residence“ in Mishkenot Sha’ananim, Jerusalem
- 1999: Prix RFO du Livre von Réseau France Outre-Mer (RFO) für L’Autre Face de la mer
- 1999: Poncetton-Stipendium der Société des gens de lettres de France
- 2003: Stipendium des Centre National du Livre für das Verfassen von Rue du Faubourg Saint-Denis, Paris
- 2006: „Writer in residence“ in Tunis
- 2008: Premio Casa de las Américas der Casa de las Américas in Havanna für Les dieux voyagent la nuit
- 2010: Stipendiat des Deutschen Akademischen Austauschdienstes (DAAD)
- 2010: Chevalier des Arts et des Lettres
- 2011: Bourse Barbancourt (zusammen mit Kettly Mars)[2]
- 2015: Friedrich Dürrenmatt Gastprofessur für Weltliteratur an der Universität Bern[3]
- Prix spécial « Ville de Limoges » 2011 pour le roman Noires blessures
- Meilleur essai 2011, Trophées des arts afro-caribéens pour Haïti, une traversée littéraire
- Prix Thyde-Monnier 2013 de la Société des gens de lettres pour le roman Ballade d'un amour inachevé
- Prix du jury de l'Algue d'or 2014 pour le roman Ballade d'un amour inachevé
- Prix Orange du Livre 2017 et Prix France Bleu/Page des libraires pour Avant que les ombres s'effacent
- Finaliste du grand prix du roman de l'Académie française 2017 pour Avant que les ombres s'effacent
- Finaliste du prix Médicis 2017 pour Avant que les ombres s'effacent
- Prix littéraire de Cenon, Prix du Jury 2018 pour Avant que les ombres s'effacent
- Prix Résidence d'auteur de la Fondation des Treilles 2018
- Samuel Fischer-Gastprofessor für Literatur am Peter Szondi-Institut für Allgemeine und Vergleichende Literaturwissenschaft der Freien Universität Berlin (Wintersemester 2018/19).
- Prix de la langue française 2019 pour Mur Méditerranée[4]
- Choix Goncourt de la Pologne 2019 pour Mur Méditerranée[5]
- Choix Goncourt de la Suisse 2019 pour Mur Méditerranée[6]
- Finaliste du Prix Goncourt des Lycéens pour Mur Méditerranée
- Nominé au Prix Goncourt 2019 pour Mur Méditerranée
- Finaliste du Prix Goncourt 2021 avec Milwaukee Blues

## Werke
Prosa
- Le Songe d’une photo d’enfance, Kurzgeschichten, Serpent à Plumes, Paris, 1993. Serpent à Plumes, Reihe „Motifs“, Paris, 2005.
- Le crayon du bon Dieu n’a pas de gomme, Roman. Stock, Paris, 1996; Serpent à Plumes, Reihe Motifs, Paris 2004; Editions des Presses nationales, Port-au-Prince 2006
  - Gottes Bleistift hat keinen Radiergummi. Übers. Peter Trier. Litradukt, Kehl 2008
- L’Autre Face de la mer. Roman. Stock, Paris 1998; wieder Serpent à Plumes, coll. Motifs, Paris 2005; wieder Editions des Presses nationales, Port-au-Prince 2007
  - Jenseits der See. Übers. Peter Trier. Litradukt, Kehl 2008
- L’Ile du bout des rêves. Roman, Bibliophane/Daniel Radford, Paris 2003. Serpent à Plumes, Reihe „Motifs“, Paris 2007
  - Die Insel am Ende der Träume. Übers. Peter Trier, Litradukt, Kehl 2007
- Vodou! Un tambour pour les anges. Erzählung, Fotos David Damoison, Vorw. Laënnec Hurbon. Autrement, Paris 2003
- Rue du Faubourg Saint-Denis. Roman. Rocher, Monaco 2005
- Les dieux voyagent la nuit. Roman. Rocher, Monaco 2006
  -  Die Götter reisen in der Nacht. Übers. Bernadette Ott. Litradukt, Kehl 2016
- Histoires d'amour impossibles... ou presque. Kurzgeschichten. Rocher, Monaco 2007
- Noires blessures, Paris, Mercure de France, 2011
- Ballade d'un amour inachevé, Paris, Mercure de France, 2013; réédition, Port-au-Prince, C3 Éditions, 2014
- Avant que les ombres s'effacent, Paris, Sabine Wespieser éditeur, 2017
- Mur Méditerranée, Paris, Sabine Wespieser éditeur, 2019
- Milwaukee Blues, Paris, Sabine Wespieser éditeur, 2021

In haitianischem Kreolisch
- Epi oun jou konsa tèt Pastè Bab pati. Roman. Presses nationales, Port-au-Prince, 2007.

Essay
- Le Roman de Cuba, Rocher, Monaco 2009
- Haïti, une traversée littéraire. Zusammen mit Lyonel Trouillot, Culturesfrance/Philippe Rey, Paris 2010

Lyrik
- Évangile pour les miens, Gedichte, Choucoune, Port-au-Prince, 1982.
- Et le soleil se souvient (gefolgt von) Pages cendres et palmes d’aube, L’Harmattan, Paris, 1989.
- Du temps et d’autres nostalgies, Gedichte, Les Cahiers de la Villa Médicis, Nr. 9.1 (24–38), Rom, 1995.
- Ces îles de plein sel, Gedichte, Vwa Nr. 24 (151–171), La Chaux-de-Fonds, 1996.
- Ces îles de plein sel et autres poèmes, Silex/Nouvelles du Sud, Paris, 2000.
- Dieci poesie (Errance), Gedichte, Quaderni di via Montereale, Pordenone, 2000.
- Poème pour accompagner l’absence, in Agotem, Nr. 2, Obsidiane, Paris, 2005. Mémoire d’Encrier, Montreal, 2005.
- Transhumances, Gedichte, Riveneuve éditions, Paris, 2010.
- En marche sur la terre, Paris, Éditions Bruno Doucey, 2017
- Ces îles de plein sel et autres recueils, Paris, Points, 2021.

Als Herausgeber
- I Caraibi prima di Cristoforo Colombo: la Cultura del Popolo Taíno. Zusammen mit Carlo Nobili, Daniela Zanin, Istituto Italo-Latino Americano, Rom 1998
- Haiti attraverso la sua letteratura, Istituto Italo-Latino Americano, Rom 2000
- La Méditerranée Caraïbe, Passerelles # 21, Thionville, Herbst-Winter 2000. Sonderheft über 35 Autoren und Kritiker aus der Karibik, die in westlichen Sprachen schreiben.
- Les Peintres du vodou – I pittori del vudù. Zweisprachiger Katalog zur Ausstellung, Istituto Italo-Latino Americano, Edizioni Diagonale, Rom 2001